# Аппий Клавдий Красс Инрегиллен (военный трибун 403 года до н. э.)
Аппий Клавдий Красс Инрегиллен (лат. Appius Claudius Crassus Inregillensis; около 437 — после 396 гг. до н. э.) — римский государственный деятель конца V века до н. э.
Красс был внуком децемвира Аппия Клавдия Красса и сыном Публия Клавдия Красса. В 416 до н. э. он был самым младшим из сенаторов, которые предложили убедить кого-либо из народных трибунов наложить вето на аграрный законопроект. В 403 до н. э. Красс занял должность военного трибуна с консульской властью. Он остался в Риме, когда его коллеги отправились осаждать Вейи, и во время своего пребывания там противостоял народным трибунам, протестовавшим против строительства зимнего лагеря.
В 396 до н. э. Красс выступал за распределение добычи, захваченной в Вейях, только между солдатами, а не между всеми гражданами, но остался в меньшинстве.